# United Kennel Club
United Kennel Club (UKC) é o segundo maior e segundo mais antigo kennel clube dos Estados Unidos. Fundado em 1898, o UKC é um kennel clube americano, e internacional, independente. O clube é responsável por stud books, emissões de pedigrees, promoção de shows de conformação para cães de diversas raças puras, devidamente reconhecidas e organizadas pelo UKC, e provas de trabalho para cães diversos. Estima-se que seja o maior kennel clube para cães de performance do mundo, registrando cães de todos os 50 estados americanos e mais 25 países estrangeiros.
O UKC organiza as raças de cães reconhecidas pelo clube em oito grupos, sendo estes: grupo Cão de companhia, Cão guardião, Gun dog, Cão de pastoreio, Raça nórdica, Sabujo, Lebréu e Pariah, e o grupo Terrier. O clube atualmente reconhece mais de 300 raças de cães.

## História
O UKC foi fundado em 10 de fevereiro de 1898 por Chauncey Z. Bennett , que foi motivado pela insatisfação com os outros kennel clubes (especialmente o AKC - American Kennel Club), que ele considerava, serem focados demais apenas em shows de conformação ou  hobbies de ricos. Bennett concebeu e promoveu o conceito de "Total Dog" ("Cão completo"), ou seja, um cão que tem habilidade de trabalho tão boa quanto sua aparência física, em que inteligência e capacidade de trabalho são tão importantes quanto a conformação com o padrão estético escrito da raça. Bennett encontrou um nicho entre os proprietários de cães de trabalho, como o pastoreio e cães de caça americanos. O UKC apoia esta filosofia "Total Dog" através de seus eventos e programas por mais de um século, já que mais de 60% dos seus quase 16 mil eventos licenciados anualmente são testes de habilidade de caça, provas de adestramento e testes de instinto. O clube é sediado em Kalamazoo, Michigan. Recentemente, em 2019, modernizou seu logotipo.